# 青木孝行
青木 孝行（あおき たかゆき、1972年10月26日 - ）は、日本のレーシングドライバー。滋賀県出身、神奈川県在住。血液型はA型。通称ブルー青木。

## 来歴
1995年に鈴鹿FJ1600でデビュー。1997年の鈴鹿F4選手権に参戦。以後はフォーミュラカーではなくツーリングカーレースを中心に参戦。耐久レースを得意とし、1999年と2001年には鈴鹿1000kmでクラス優勝を挙げた。
1997年からはスーパー耐久への参戦を開始しており、2001年十勝24時間レースで優勝を果たす。また、2002年と2003年にはクラス1のシリーズチャンピオンを獲得した。
1997年に日産レーシングスクールを経て検定会に合格、上述のスーパー耐久参戦をしながら、NISMOのテストドライバーもこなしていく。
全日本GT選手権（現SUPER GT）には1998年から参戦。2001年にGT300クラスでシリーズチャンピオンを獲得した。ドリフト競技にも参戦しており、2005年にD1グランプリ参戦権を獲得した。
このほか、とちぎテレビ他で放送されている自動車情報番組『CAR Xs』でMCを務めるなど、メディア出演もある。
趣味はサバイバルゲーム。自らサバイバルゲーム場『Rock254』を埼玉県大里郡寄居町で経営していた。

## レース戦歴
- 1995年 - 鈴鹿FJ1600（シリーズ8位）
- 1996年 - スーパーN1耐久〈スポット参戦〉
- 1997年
  - 鈴鹿F4選手権（シリーズ2位・2勝）
  - スーパーN1耐久〈スポット参戦〉
- 1998年
  - 全日本GT選手権・GT300クラス（Xanavi Racing with NISMO Jr. #15 ザナヴィシルビア／シルビア S14 SR20DET）（シリーズ8位）
  - スーパー耐久〈スポット参戦〉
- 1999年
  - フォーミュラドリーム
  - 鈴鹿1000km（TEAM DAISHIN #81 ダイシン シルビア／シルビア S15 SR20DET）（GT300クラス優勝）
  - 十勝24時間レース（ #8 ダイシンアドバンGTR／スカイラインGT-R R34 RB26DETT）（総合3位）
- 2000年
  - 全日本GT選手権・GT300クラス（TEAM DAISHIN #81 ダイシン ADVAN シルビア／シルビア S15 SR20DET）（シリーズ8位）
  - スーパー耐久シリーズ（#8 ダイシン・アドバンGTR／スカイラインGT-R R34 RB26DETT）
  - 鈴鹿1000km・GT500クラス（NISMO #23 ニスモ GT-R／スカイラインGT-R R34 RB26DETT）
- 2001年
  - 全日本GT選手権・GT300（TEAM DAISHIN #81 ダイシン ADVAN シルビア／シルビア S15 SR20DET）（シリーズチャンピオン・2勝）
  - 十勝24時間レース（#8 ダイシン・アドバンGTR／スカイラインGT-R R34 RB26DETT）（総合優勝）
  - 鈴鹿1000km・GT300クラス（TEAM DAISHIN #81 ダイシン ADVAN シルビア／シルビア S15 SR20DET）（GT300クラス優勝）
- 2002年
  - 全日本GT選手権・GT300クラス（TEAM DAISHIN #81 ダイシン ADVAN シルビア／シルビア S15 SR20DET）（シリーズ5位）
  - スーパー耐久・Class1（ENDLESS SPORTS #3 エンドレス アドバン GT-R／スカイラインGT-R BNR34）（シリーズチャンピオン・5勝）
- 2003年
  - 全日本GT選手権・GT300クラス（RACING PROJECT BANDOH #19 ウェッズスポーツMR-S（Rd1,2）→ウェッズスポーツCELICA（Rd3〜）／MR-S ZZW30 3S-GTE→セリカ ZZT231 3S-GTE）（シリーズ4位・2勝）
  - スーパー耐久・Class1（ENDLESS SPORTS #1 エンドレス アドバン GT-R／スカイラインGT-R BNR34）（シリーズチャンピオン・4勝）
- 2004年
  - 全日本GT選手権・GT300クラス（RACING PROJECT BANDOH #19 ウェッズスポーツCELICA／セリカ ZZT231 3S-GTE）（シリーズ5位・1勝）
  - スーパー耐久・クラス1（ADVAN KONDO RACING #1 MKアドバンエンドレスポルシェ／911JDN 996）（シリーズ3位・1勝）
- 2005年
  - SUPER GT・GT300クラス（MOLA #46 Dream Cube's ADVAN Z／フェアレディZ Z33 VQ35DE）（シリーズ5位・1勝）
  - スーパー耐久・STクラス1（TEAM GEMBALLA #333 エンドレス アドバン ゲンバラGT3R-R／911GT3 996）
  - D1 GRAND PRIX
- 2006年
  - SUPER GT・GT300クラス（JIM GAINER #11 JIM CENTER FERRARI DUNLOP／F360 F131B）（シリーズ8位・1勝）
  - スーパー耐久・STクラス1（ENDLESS SPORTS #3 ENDLESS ADVAN Z／フェアレディZ Z33）（シリーズ2位）
- 2007年
  - SUPER GT・GT300クラス（CUSCO RACING #77 クスコ DUNLOP スバルインプレッサ／インプレッサ GDB EJ20）（シリーズ22位）
  - スーパー耐久・ST-Class1（ENDLESS SPORTS #3 ENDLESS ADVAN Z／フェアレディZ Z33）（シリーズチャンピオン・5勝）
- 2008年
  - SUPER GT・GT300クラス（TEAM DAISHIN #81 ダイシン ADVAN Z／フェアレディZ Z33 VQ35DE）（シリーズ5位・1勝）
  - スーパー耐久・ST-1クラス（ENDLESS SPORTS #1 ENDLESS ADVAN Z／フェアレディZ Z33）（シリーズ3位）
  - 世界ツーリングカー選手権〈Rd.19-24 スポット参戦〉（Wiechers-Sport #17／BMW 320si）
  - 全日本ダートトライアル〈スポット参戦〉
  - TRDヴィッツチャレンジ2008シリーズ〈スポット参戦〉
- 2009年
  - SUPER GT・GT300クラス（TEAM DAISHIN #81 ダイシン アドバン Ferrari）（シリーズ4位・2勝）
  - スーパー耐久・ST-3クラス〈Rd.1 スポット参戦〉（TRACY SPORTS #39 TRACY SPORTS ADVAN NSX／NSX NA2）
  - スーパー耐久・ST-3クラス〈Rd.6 スポット参戦〉（TRACY SPORTS #93 TRACY SPORTS ODS CIVIC／FD2）
  - アジアン・ル・マン・シリーズ GT2クラス（TEAM DAISHIN #71／Ferrari F430 GT2）（シリーズ4位）
  - 世界ツーリングカー選手権〈Rd.23-24 スポット参戦〉（Wiechers-Sport #52／BMW 320si）
- 2010年 - スーパー耐久・ST4クラス（BOMEX Racing #666 BOMEX with CarXs 2000／AP1）（シリーズ6位）
- 2011年 - SUPER GT・GT300クラス（JLOC #86 JLOC ランボルギーニ RG-3）（シリーズ17位）
- 2012年 - SUPER GT・GT300クラス（JLOC #88 マネパ ランボルギーニ GT3）（シリーズ8位）
- 2013年
  - SUPER GT・GT300クラス（JLOC #88 マネパ ランボルギーニ GT3）（シリーズ14位）
  - スーパー耐久・GT3クラス（GTNET MOTOR SPORTS #81 GTNET ADVAN NISSAN GT-R）（シリーズ3位）
- 2014年
  - SUPER GT・GT300クラス（JLOC #88 マネパ ランボルギーニ GT3）（シリーズ16位・1勝）
  - スーパー耐久・ST-Xクラス（GTNET MOTOR SPORTS #81 GTNET ADVAN NISSAN GT-R）（シリーズチャンピオン・4勝）
- 2015年
  - SUPER GT・GT300クラス（JLOC #87 クリスタルクロコ ランボルギーニ GT3）
  - スーパー耐久・ST-Xクラス（TEAM MACH with MAKERS RACING #5 MACH MAKERS GT-R）（シリーズ5位）
- 2016年
  - SUPER GT・GT300クラス（DIJON Racing #48 DIJON Racing GT-R）（シリーズ25位）
  - スーパー耐久・ST-4クラス〈Rd.4 スポット参戦〉（DIJON Racing #48 DIJON エンドレス ワコーズ NILZZ DC5）
- 2017年 - SUPER GT・GT300クラス（TOMEI SPORTS #360 RUNUP GT-R）
- 2018年 - SUPER GT・GT300クラス（TOMEI SPORTS #360 RUNUP RIVAUX GT-R）
- 2019年
  - SUPER GT・GT300クラス（TOMEI SPORTS #360 RUNUP RIVAUX GT-R）（シリーズ28位）
  - スーパー耐久・ST-Zクラス〈Rd.6 スポット参戦〉（TEAM 5ZIGEN #500 5ZIGEN AMG GT4）
  - スーパー耐久・ST-4クラス〈Rd.5 スポット参戦〉（TRACY SPORTS SPV Racing #5 5ZIGEN ADVICS SPV 86）
- 2020年
  - SUPER GT・GT300クラス（TOMEI SPORTS #360 RUNUP RIVAUX GT-R）（シリーズ17位）
  - スーパー耐久・ST-Zクラス（TEAM 5ZIGEN #500 5ZIGEN AMG GT4）（シリーズ3位）
- 2021年
  - SUPER GT・GT300クラス（TOMEI SPORTS #360 RUNUP RIVAUX GT-R）
  - スーパー耐久・ST-Xクラス（GTNET MOTOR SPORTS #81 DAISHIN GT3 GT-R）（シリーズ4位）
- 2022年
  - SUPER GT・GT300クラス（TOMEI SPORTS #360 RUNUP RIVAUX GT-R）（シリーズ31位）
  - スーパー耐久・ST-Xクラス（GTNET MOTOR SPORTS #81 DAISHIN GT3 GT-R）（シリーズ4位）
- 2023年
  - SUPER GT・GT300クラス（TOMEI SPORTS #360 RUNUP RIVAUX GT-R）
  - スーパー耐久・ST-Xクラス（GTNET MotorSports #81 DAISHIN GT-R GT3）（シリーズ5位）

### 全日本GT選手権/SUPER GT
| 年     | チーム                       | 使用車両                            | クラス | 1       | 2       | 3       | 4       | 5       | 6       | 7      | 8      | 9      | 順位  | ポイント |
| ------ | ---------------------------- | ----------------------------------- | ------ | ------- | ------- | ------- | ------- | ------- | ------- | ------ | ------ | ------ | ----- | -------- |
| 1998年 | Xanavi Racing with NISMO Jr. | 日産・シルビア                      | GT300  | SUZ 4   | FSW C   | SEN 2   | FSW Ret | TRM 14  | MIN Ret | SUG 4  |        |        | 6位   | 35       |
| 2000年 | TEAM DAISHIN                 | 日産・シルビア                      | GT300  | TRM 5   | FSW 3   | SUG Ret | FSW 2   | TAI 2   | MIN 5   | SUZ 6  |        |        | 4位   | 64       |
| 2001年 | TEAM DAISHIN                 | 日産・シルビア                      | GT300  | TAI 12  | FSW 1   | SUG 4   | FSW 1   | TRM 4   | SUZ Ret | MIN 6  |        |        | 1位   | 66       |
| 2002年 | TEAM DAISHIN                 | 日産・シルビア                      | GT300  | TAI 3   | FSW Ret | SUG 12  | SEP 7   | FSW 2   | TRM Ret | MIN 12 | SUZ 1  |        | 5位   | 56       |
| 2003年 | RACING PROJECT BANDOH        | トヨタ・MR-S                        | GT300  | TAI 8   | FSW PO  |         |         |         |         |        |        |        | 4位   | 63       |
| 2003年 | RACING PROJECT BANDOH        | トヨタ・セリカ                      | GT300  |         |         | SUG 20  | FSW 5   | FSW 1   | TRM 8   | AUT 16 | SUZ 1  |        | 4位   | 63       |
| 2004年 | RACING PROJECT BANDOH        | トヨタ・セリカ                      | GT300  | TAI 4   | SUG 1   | SEP Ret | TOK 7   | TRM 13  | AUT 5   | SUZ 5  |        |        | 5位   | 48       |
| 2005年 | MOLA                         | 日産・フェアレディZ                 | GT300  | OKA 8   | FSW 7   | SEP 6   | SUG Ret | TRM 1   | FSW 4   | AUT 6  | SUZ 4  |        | 5位   | 59       |
| 2006年 | JIM GAINER                   | フェラーリ・360モデナ               | GT300  | SUZ Ret | OKA 2   | FSW 19  | SEP 17  | SUG 16  | SUZ 9   | TRM 1  | AUT 19 | FSW 16 | 8位   | 51       |
| 2007年 | CUSCO RACING                 | スバル・インプレッサ                | GT300  | SUZ 21  | OKA 13  | FSW Ret | SEP 5   | SUG Ret | SUZ Ret | TRM 11 | AUT 14 | FSW 11 | 22位  | 7        |
| 2008年 | TEAM DAISHIN                 | 日産・フェアレディZ                 | GT300  | SUZ 4   | OKA 6   | FSW 5   | SEP 10  | SUG 2   | SUZ 6   | TRM 11 | AUT 1  | FSW 7  | 5位   | 62       |
| 2009年 | TEAM DAISHIN                 | フェラーリ・F430 GT2                | GT300  | OKA 12  | SUZ 6   | FSW 2   | SEP DNS | SUG 4   | SUZ 8   | FSW 1  | AUT 18 | TRM 1  | 4位   | 71       |
| 2011年 | JLOC                         | ランボルギーニ・ガヤルド RG-3       | GT300  | OKA 10  | FSW Ret | SEP 14  | SUG 15  | SUZ 10  | FSW 8   | AUT 6  | TRM 12 |        | 17位  | 10       |
| 2012年 | JLOC                         | ランボルギーニ・ガヤルド LP600+ GT3 | GT300  | OKA 17  | FSW Ret | SEP Ret | SUG 3   | SUZ 3   | FSW Ret | AUT 7  | TRM 3  |        | 8位   | 39       |
| 2013年 | JLOC                         | ランボルギーニ・ガヤルド GT3 FL2    | GT300  | OKA Ret | FSW 12  | SEP 5   | SUG 18  | SUZ 4   | FSW Ret | AUT 12 | TRM 5  |        | 14位  | 22       |
| 2014年 | JLOC                         | ランボルギーニ・ガヤルド GT3 FL2    | GT300  | OKA 11  | FSW Ret | AUT 11  | SUG 1   | FSW 21  | SUZ 13  | CHA 18 | TRM 11 |        | 16位  | 20       |
| 2015年 | JLOC                         | ランボルギーニ・ガヤルド GT3 FL2    | GT300  | OKA 20  | FSW DNS | CHA Ret | FSW 11  | SUZ 24  | SUG 18  | AUT 11 | TRM 16 |        | NC    | 0        |
| 2016年 | DIJON Racing                 | 日産・GT-R NISMO GT3                | GT300  | OKA     | FSW 10  | SUG 17  | FSW 12  | SUZ 21  | CHA     | TRM 10 | TRM 14 |        | 25位  | 2        |
| 2017年 | TOMEI SPORTS                 | 日産・GT-R NISMO GT3                | GT300  | OKA 15  | FSW DNR | AUT     | SUG 11  | FSW     | SUZ 17  | CHA    | TRM 17 |        | NC    | 0        |
| 2018年 | TOMEI SPORTS                 | 日産・GT-R NISMO GT3                | GT300  | OKA Ret | FSW Ret | SUZ 27  | CHA     | FSW 12  | SUG Ret | AUT    | TRM 17 |        | NC    | 0        |
| 2019年 | TOMEI SPORTS                 | 日産・GT-R NISMO GT3                | GT300  | OKA Ret | FSW 15  | SUZ 20  | CHA     | FSW 27  | AUT 25  | SUG 11 | TRM 10 |        | 28位  | 1        |
| 2020年 | TOMEI SPORTS                 | 日産・GT-R NISMO GT3                | GT300  | FSW Ret | FSW 12  | SUZ 11  | TRM 27  | FSW 25  | SUZ 17  | TRM 3  | FSW 21 |        | 17位  | 12       |
| 2021年 | TOMEI SPORTS                 | 日産・GT-R NISMO GT3                | GT300  | OKA Ret | FSW 24  | SUZ 22  | TRM 15  | SUG DSQ | AUT 26  | TRM 13 | FSW 22 |        | NC    | 0        |
| 2022年 | TOMEI SPORTS                 | 日産・GT-R NISMO GT3                | GT300  | OKA 21  | FSW 10  | SUZ 19  | FSW 10  | SUZ 20  | SUG 12  | AUT 23 | MOT 10 |        | 31位  | 2.5      |
| 2023年 | TOMEI SPORTS                 | 日産・GT-R NISMO GT3                | GT300  | OKA Ret | FSW 19  | SUZ 14  | FSW 14  | SUZ 14  | SUG 15  | AUT 14 | MOT 24 |        | NC    | 0        |
| 2024年 | TOMEI SPORTS                 | 日産・GT-R NISMO GT3                | GT300  | OKA 20  | FSW 21  | SUZ 23  | FSW 17  | SUZ     | SUG 12  | AUT 21 | MOT 18 |        | NC    | 0        |
| 2025年 | TOMEI SPORTS                 | 日産・GT-R NISMO GT3                | GT300  | OKA 18  | FSW 12  | SEP 18  | FSW     | SUZ     | SUG     | AUT    | MOT    |        | 24位* | 4*       |

## エピソード
- レースを始める切っ掛けは自動車セルビデオ「ベストモータリング」に付いていたアンケートはがきを送り続けていた事で、編集部から読者参加型コーナーに出演を打診されたからとの事[注釈 2][注釈 3]。出演した後、1998年の全日本GT選手権にて同コーナーの講師として出演していた大井貴之と再会したが、大井には忘れられていた[1]。
- デビューレースとなった鈴鹿FJ1600は予選落ちした[1]。
- GT300デビューは元々前年に同クラスでシリーズチャンピオンを獲得した織戸学を起用してシーズンを戦う予定だったが、当時勤め先だった坂東商会の代表だった坂東正明から許可が下りずに断念、お鉢が回ってきた形での参戦となった。そのせいもあってか、デビューしてから数年の間織戸から目の敵にされた[5]。